# عين الغزال (فلم)
عين الغزال (بالفرنسية:La fille de Carthage) فيلم تونسي صامت من إخراج ألبير شمامة شيكلي، أصدر عام 1924.

## القصة
ترتبط فتاة تونسية، وهي ابنة لضابط تونس بمأذن فقير، في نفس الوقت، يحب فلاح ثرى الفتاة، ويطلب يدها من أبيها، يوافق الضابط ان تتزوج ابنته من الفلاح، تهرب الابنة مع المأذون، لكن الفلاح يتمكن من إعادتهما، ويساق الشاب إلى السجن، أما هي فتنتحر.

## روابط خارجية
- مقالات تستعمل روابط فنية بلا صلة مع ويكي بيانات